# Schizocosa communis
Schizocosa communis är en spindelart som först beskrevs av James Henry Emerton 1885.  Schizocosa communis ingår i släktet Schizocosa och familjen vargspindlar. Inga underarter finns listade i Catalogue of Life.